# Amblymora baloghi
Amblymora baloghi är en skalbaggsart som beskrevs av Stefan von Breuning 1975. Amblymora baloghi ingår i släktet Amblymora och familjen långhorningar. Inga underarter finns listade i Catalogue of Life.